# 玛丽塔·鲍尔施米特
玛丽塔·鲍尔施米特（德語：Maritta Bauerschmidt，1950年3月23日—），德国女子竞技体操运动员。她曾代表东德参加1968年夏季奥林匹克运动会体操比赛，获得女子团体全能铜牌。